# إيرل جونز (رجل أعمال)
إيرل جونز هو شخصية أعمال كندي، ولد في 24 يونيو 1942 في مونتريال في كندا.